# Margit Wanek
Margit Wanek ist eine österreichische Tischtennis-Nationalspielerin. Sie wurde 1959 österreichische Meisterin im Einzel.

## Werdegang
Margit Wanek spielte bei den Vereinen Steyr (um 1957) und SSV Linz (um 1958). 1957 gewann sie die österreichische Jugendmeisterschaft. Bei den Meisterschaften der Erwachsenen gewann sie 1959 den Titel im Einzel und im Doppel mit Elfriede Kolisek.
1959 und 1963 wurde sie für die Weltmeisterschaften, 1960 für die Europameisterschaft nominiert, kam dabei jedoch nicht in die Nähe von Medaillenrängen.
In den 1960er Jahren heiratete sie und trat danach unter dem Namen Margit Wurzer auf. 1966 bekam sie einen Sohn. Sie übernahm bis 1999 Funktionärsaufgaben im Oberösterreichischen Tischtennis-Verband, wofür sie mit der Ehrenmitgliedschaft ausgezeichnet wurde.

## Turnierergebnisse
| Verband | Veranstaltung       | Jahr | Ort      | Land | Einzel     | Doppel        | Mixed      | Team |
| ------- | ------------------- | ---- | -------- | ---- | ---------- | ------------- | ---------- | ---- |
| AUT     | Europameisterschaft | 1960 | Zagreb   | YUG  |            | Viertelfinale |            |      |
| AUT     | Weltmeisterschaft   | 1963 | Prag     | TCH  | letzte 128 | letzte 64     | letzte 128 | 13   |
| AUT     | Weltmeisterschaft   | 1959 | Dortmund | FRG  | letzte 128 | letzte 32     | letzte 32  | 19   |